# Grabovo (Beočin)
Grabovo (srbsky Грабово, maďarsky Garáb, občas se objevuje i pod názvem Planinsko Grabovo/Планинско Грабово) je vesnice v západní části Vojvodiny v Srbsku, spadající pod opštinu Beočin. Vesnice se nachází dále od větších center, její počet obyvatel klesá; v roce 2011 zde žilo jen sto lidí.
Vesnice leží v podhůří pohoří Fruška Gora, která ji ze všech stran obklopuje. První připomínka o vsi pochází z 18. století. Objevuje se na mapách všech rakousko-uherských vojenských mapování. V roce 1943 byla během druhé světové války zcela vypálena. Stojí zde kostel sv. Archanděla a také moderní mlékárna.